# Епифанов, Анатолий Александрович
Анато́лий Алекса́ндрович Епифа́нов (укр. Анатолій Олександрович Єпіфанов; род. 12 августа 1945, село Коровинцы, Сумская область) — украинский экономист, доктор экономических наук, профессор (1997); руководитель Сумской области (1992—1999); ректор Украинской академии банковского дела (1996—2012); Заслуженный экономист Украины (2006).

## Биография
В 1962 году с серебряной медалью окончил Коровинскую среднюю школу, в 1965 году — Сумской строительный техникум по специальности техник-строитель («Промышленное и гражданское строительство»). 23 февраля 1964 года, в период учебно-производственной практики в группе монтажников объединения имени Фрунзе, получил тяжёлую травму, приведшую к инвалидности.
С августа 1965 года работал в тресте «Сумхимбуд» комбината «Сумпромбуд» Министерства промышленного строительства УССР: плотником строительного управления «Промстрой-1», с октября 1965 — мастером участка СУ «Отделстрой». С марта 1966 по август 1971 года — инженер по техническому надзору в Управлении капитального строительства Сумского облисполкома. Одновременно в 1971 году окончил Харьковский университет, получив квалификацию экономиста.
В 1971—1975 годах продолжал работать в Управлении капитального строительства Сумского облисполкома: начальник производственно-технического отдела, с апреля 1972 — начальник инженерно-технической группы.
С марта 1975 года — начальник управления капитального строительства Сумского горисполкома, в 1980—1989 годах — начальник управления капитального строительства Сумского облисполкома. Участвовал в разработке генерального плана застройки города, по которому были возведены микрорайоны по улице Харьковской, 9-й и 10-й микрорайоны, расширены улицы Харьковская и Курская, построены новые учебные заведения и детские сады, а также мост через р. Псёл, театр имени Щепкина, Театральная площадь.
С января 1989 по март 1992 года — председатель исполнительного комитета Сумского городского совета народных депутатов. За этот период в городе были построены новые водозаборы, приобретены новые троллейбусы, реализован проект «Сумбуд», обеспечено газоводоснабжение районов Васильевки и Барановки; по его инициативе принято решение о восстановлении памятника известному сахарозаводчику и меценату XIX века Ивану Харитоненко, а также расширены новые микрорайоны города, проложены троллейбусные линии по ул. Харьковской и проспекту Лушпы. В августе 1991 года выступил с осуждением путча в Москве и требованием отставки председателя Сумского облсовета Владимира Шевченко.
С 23 марта 1992 по 31 марта 1995 года — представитель Президента Украины в Сумской области. В 1994—1995 годы и с 1998 по 22 июня 1999 года — председатель Сумского областного совета народных депутатов. С 7 июля 1995 по 8 мая 1998 года — первый председатель Сумской областной государственной администрации.

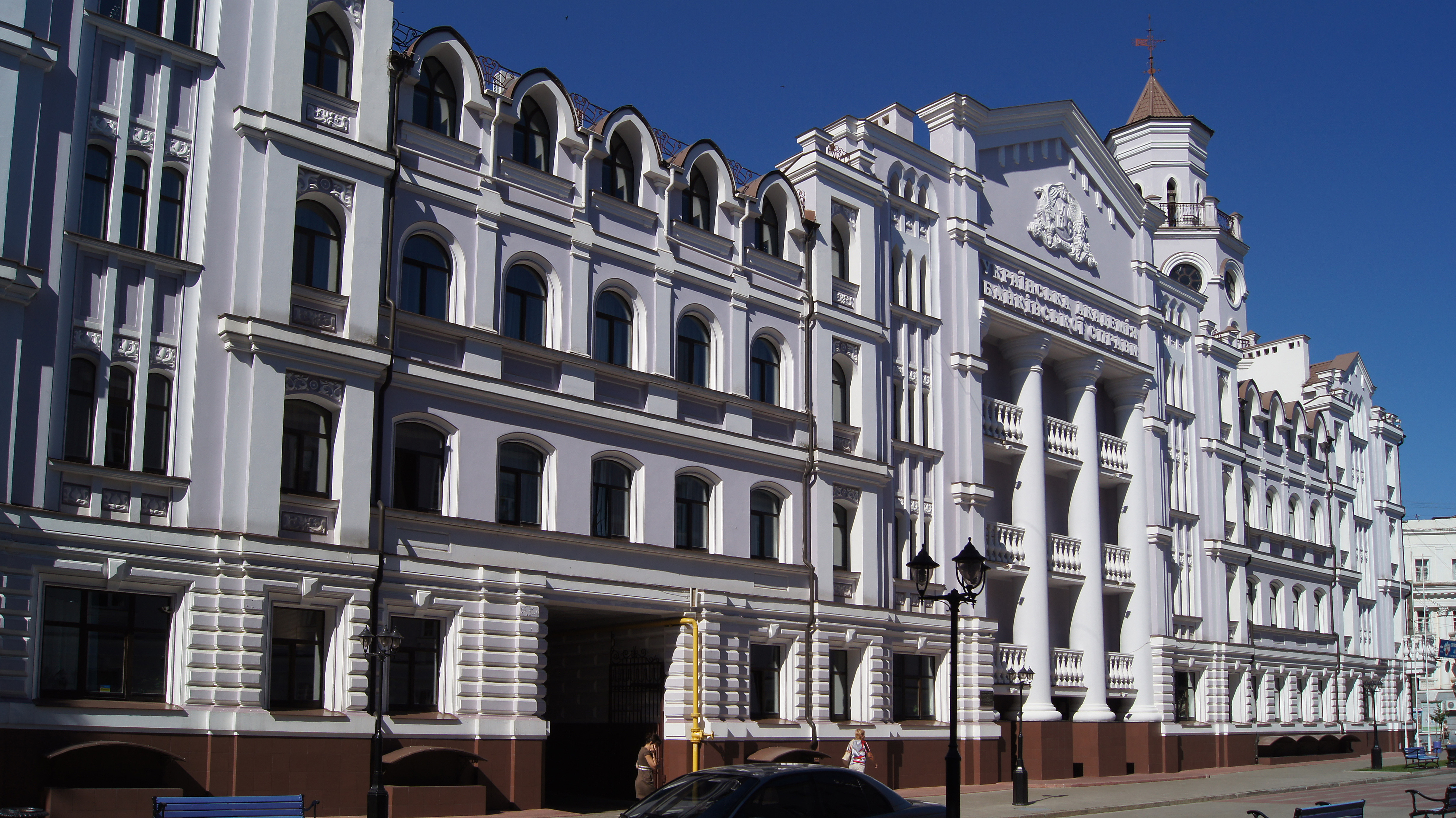
Корпус учётно-финансового факультета УАБД НБУ

С 1996 по 2012 год — ректор Украинской академии банковского дела, созданной по его инициативе. По его инициативе в 1996 году воссоздано здание академии. За весомый вклад в создание, становление и развитие академии удостоен звания почётного профессора академии.
Депутат Сумского областного совета (2006, 2010). Руководитель Сумского регионального штаба блока «Наша Украина» (2004), член НСНУ (2004—2010), член Партии Регионов (2011—2014).

### Семья
Жена — Валентина Александровна Епифанова (род. 1946) — заведующая кабинетом биологии Сумского областного института усовершенствования учителей;
- дочери — Оксана (род. 1967), была замужем за Виктором Скрынником[9]; Марина (род. 1980)[2].
- дочь от второго брака — Александра (род. 2004).

## Научная деятельность
В 1991 году защитил кандидатскую, в 1994 — докторскую диссертацию.
Основные направления исследований:
- региональная экономическая политика,
- кредитно-финансовая система,
- банковское законодательство.

Академик Академии строительства Украины (1995), Российской академии естественных наук.

### Избранные труды
- Банковская система Украины: теория и практика становления: сб. наук. пр.: В 2 т. / предс. ред. совета А. А. Епифанов ; Ин-т экон. прогнозирования НАН Украины, Укр. акад. банк. дела. — Сумы: ВВП «Мрія-1» ЛТД, 1999.
  - Т. 1. — 336 с. — ISBN 966-566-129-9
  - Т. 2. — 660 с. — ISBN 966-566-129-9
- Герасименко С. С. [и др.] Бухгалтерский учёт: актуальные проблемы и решения / под ред. С. С. Герасименко, А. А. Епифанова. — Сумы: ДВНЗ «УАБС НБУ», 2010. — 162 с. — 300 экз. — ISBN 978-966-8958-52-6
- Епифанов А. А. Методологические составляющие эффективного развития банковского сектора экономики Украины. — Сумы: Университетская книга, 2007. — 417 c. — ISBN 978-966-680-362-0
- Епифанов А. А. Механизм стабилизации экономики региона в условиях регионализации управления и усиления хозяйственной самостоятельности (на примере Сумской области Украины) : дис. … д-ра экон. наук. — М., 1994. — 384 с.
- Епифанов А. А. Организационно-экономический механизм реализации социальной политики в городе : (На прим. г. Сумы) : Автореф. дис. … канд. экон. наук. — М., 1991. — 25 с.
- Епифанов А. А., Дьяконова И. И., Сало И. Бюджет Украины: в 2 кн. — Сумы: ДВНЗ «УАБС НБУ», 2010. — ISBN 978-966-8958-60-1.
  - Кн. 1 : Бюджет — главное звено финансов государства. — 201 с. — 300 экз. — ISBN 978-966-8958-61-8
  - Кн. 2 : Выполнение бюджета. — 187 с. — 300 экз. — ISBN 978-966-8958-62-5
- Епифанов А. А. [и др]. Базель II: проблемы и перспективы использования в национальных банковских системах / под ред. А. А. Епифанова и И. А. Школьник. — Сумы: ДВНЗ «УАБС НБУ», 2011. — 261 с. — 300 экз. — ISBN 978-966-8958-79-3
- Епифанов А. А. [и др]. Бюджет и финансовая политика Украины: учеб. пособие для студ. экон. фак. вузов. — К. : Наук. мысль, 1997. — 302 с. — ISBN 966-00-00121-5
  -  — 2-е изд. — К. : Наук. мысль, 1999. — 302 с. — ISBN 966-00-0520-2
- Епифанов А. А. [и др]. Инвестиционное обеспечение социально-экономического развития Сумщины / Под ред. А. А. Епифанова и Т. А. Васильевой. — Сумы: ДВНЗ «УАБС НБУ», 2011. — 125 с. — 300 экз. — ISBN 978-966-8958-75-5
- Епифанов А. А. [и др]. Интеграционные процессы на финансовом рынке Украины / Гл. ред. А. А. Епифанов, И. А. Школьник Ф. Павелка. — Сумы: ДВНЗ «УАБС НБУ», 2012. — 258 с. — 100 экз. — ISBN 978-966-8958-86-1
- Епифанов А. А. [и др]. Либерализация движения капитала в ходе евроинтеграции: опыт стран Центральной Европы / общ. ред. А. А. Епифанов. — Сумы: [б.и.], 2007. — 109 с. — ISBN 978-966-8958-15-1
- Епифанов А. А. [и др]. Моделирование социально-экономического развития региона (на примере Курской области). — Харьков: ИНЖЭК, 2012. — 155 с. — 300 экз. — ISBN 978-966-2194-47-0
- Епифанов А. А. [и др]. Операции коммерческих банков [Текст]: учеб. пособ. для студ. вузов. — Сумы: Университетская книга, 2007. — 522 с. — ISBN 978-966-680-313-2
- Епифанов А. А. [и др]. Оценка кредитоспособности и инвестиционной привлекательности субъектов хозяйствования / ред. А. А. Епифанов. — Суммы: УАБД НБУ, 2007. — 286 с. — ISBN 978-966-8958-13-7
- Епифанов А. А. [и др]. Развитие теоретико-методологических основ учёта, анализа, контроля и аудита / [под общ. ред. А. А. Пилипенко и Г. Ф. Азаренкова]. — Харьков: ИНЖЭК: Александрова К. М., 2012. — 637 с. — 300 экз. — ISBN 978-966-2194-46-3
- Епифанов А. А. [и др]. Стоимость банковского бизнеса / Гл. ред. А. А. Епифанов и С. Леонов. — Сумы: ДВНЗ «УАБС НБУ», 2011. — 295 с. — 300 экз. — ISBN 978-966-8958-76-2
- Епифанов А. А. [и др]. Управления регионом: учеб. пособие для студ. высших учеб. завед. / общ. ред. А. А. Епифанов. — Сумы: ДВНЗ «УАБС НБУ», 2008. — 361 c. — ISBN 978-966-8958-27-4
- Епифанов А. А. [и др]. Управление рисками банков: в 2 т. / Гл. ред. А. А. Епифанов и Т. А. Васильева. — Сумы: ДВНЗ «УАБС НБУ», [2012]. — ISBN 978-966-8958-83-0.
  - Т. 1 : Управление рисками базовых банковских операций. — 283 с. — 300 экз. — ISBN 978-966-8958-85-4
  - Т. 2 : Управление рыночными рисками и рисками системных характеристик. — 299 с. — 300 экз. — ISBN 978-966-8958-87-8
- Епифанов А. А. [и др]. Финансовая безопасность предприятий и банковских учреждений / Под ред. А. А. Епифанова. — Сумы: ДВНЗ «УАБС НБУ», 2009. — 295 с. — 300 экз. — ISBN 978-966-8958-50-2
- Епифанов А. А., Макаренко М. Сумщина. Экономика и общество: к 75-летию образования Сум. обл. — Суммы: Мечта-1, 2015. — 203 с. — 300 экз. — ISBN 978-966-566-620-2
- Епифанов А. А., Сало И. Региональная экономика: учеб. пособ. для студ. экон. ф-тов вузов. — К. : Научная мысль, 1999. — 343 с. — ISBN 966-00-0446-X
  -  — 2-е изд. — К. : Научная мысль, 2000. — 344 с. — ISBN 966-00-0555-5
- Инвестиционное обеспечение социально-экономического развития города [Текст]: монография: в 2 т. / гл. ред. А. А. Епифанов, Т. А. Васильева. — Сумы: ДВНЗ «УАБС НБУ», 2009. — ISBN 978-966-8958-47-2.
  - Т. 1 : Епифанов А. А. [и др]. Системный подход к инвестиционному обеспечению социально-экономического развития города. — 270 с. — ISBN 978-966-8958-48-9 (т. 1)
- Кредитная система Украины и банковские технологии: учеб. пособие для студ. высш. учеб. заведений экон. спец.: В 3 кн. / ред. И. Сало. — Львов, 2002.
  - Кн. 1 : Стельмах В. С. [и др.] Кредитная система Украины. — 580 с. — ISBN 966-7330-36-2
- Проблемы и перспективы развития банковской системы Украины: сб. наук. пр. / Ин-т экономики НАН Украины; ред. А. А. Епифанов. — Сумы: Слобожанщина, 1999. — 266 с. — ISBN 966-535-107-9
- Россия-Украина: проблемы и возможности научного и экономического сотрудничества: сб. наук. пр. / Рос. акад. ест. наук, Ин-т экономики НАН Украины; пред. ред. совета А. А. Епифанов. — Сумы: ВВП «Мрія-1» ЛТД: Инициатива, 2000. — 252 с. — ISBN 966-566-148-5
- Современные и перспективные методы и модели управления в экономике: в 2 ч. / ред. А. А. Епифанов. — Сумы: ДВНЗ «УАБС НБУ», 2008.
- Ч. 1. — 232 с. — ISBN 978-966-8958-33-5
- Ч. 2. — 256 с. — ISBN 978-966-8958-34-2
- Стельмах В. С. [и др.] Денежно-кредитная политика в Украине / ред. В. Мищенко. — К. : Знание, 2000. — 306 с. — (Библиотечка банкира). — ISBN 966-620-058-9
  -  — 2-е изд., перераб. и доп. — К. : Знание, 2003. — 421 с. — ISBN 966-620-171-2
- Стельмах В. С. [и др.] Контроль: инспектирование, аудит, банковский надзор. — Сумы: Университетская книга, 2006. — 431 с. — ISBN 966-680-279-1
- Стельмах В. С. [и др.] Макро — и микроэкономические составляющие развития. — Сумы: Университетская книга, 2006. — 505 с. — ISBN 966-680-304-6
  -  — Сумы: Университетская книга, 2007. — 505 с. — ISBN 966-680-304-6
- Стельмах В. С. [и др.] Экономическая информатика [Текст]: учеб. пособ. / общ. ред. И. Сало. — Сумы: Слобожанщина, 2000. — 256 с. — ISBN 966-535-183-4
- Basel II: problems and prospects of usage in national banking systems / Ed. by A. Yepifanov, I. Shkolnik. — Sumy: SHEI «UAB NBU», 2010. — 239 p. — 300 экз. — ISBN 978-966-8958-63-2

## Писатель
4 февраля 2015 года в Недригайлове состоялась презентация документальной повести А.Епифанова «Свой среди своих». Автором литературной записи книги стал председатель Недригайловского землячества в городе Киеве, член Национального союза писателей Украины Николай Семёнович Гриценко.
- Епифанов А. А. Свой среди своих: [биогр.-докум. рассказ]. — Киев: Летопись-XX, 2015. — 192+59 с. — 1000 экз. — ISBN 978-966-7252-90-8

## Награды и звания
- Медаль «За доблестный труд. В ознаменование 100-летия со дня рождения В. И. Ленина» (1970)[2].
- Премия Совета Министров СССР в области архитектуры и градостроительства (1990) — за разработку и реализацию Генерального плана г. Сумы.
- Государственный служащий 1-го ранга (1994)[2].
- Орден «За заслуги» III степени (1996).
- Почётный знак отличия Президента Украины (1996)[2].
- Орден Святого равноапостольного Великого князя Владимира Украинской православной церкви (1997)[2].
- Почётный гражданин города Сумы (сентябрь 2002)[4].
- Государственная премия Украины в области архитектуры и строительства (2005) — за создание архитектурного комплекса Украинской академии банковского дела[2][4].
- Заслуженный экономист Украины (2006)[2].